# Seid Lizde
Seid Lizde (Catània, Sicília, 8 de juliol de 1995) és un ciclista italià.

## Palmarès
- 2013
  -  Campió d'Itàlia júnior en contrarellotge
- 2016
  - 1r al Gran Premi Chianti Colline d'Elsa
- 2017
  - 1r al Gran Premi della Liberazione
  - 1r a la Coppa Fiera di Mercatale
- 2018
  - Vencedor d'una etapa a la Volta a la Xina II